# Ballando fra le stelle
Ballando fra le stelle (The CooCoo Nut Grove) è un film del 1936 diretto da Friz Freleng. È un cortometraggio d'animazione della serie Merrie Melodies, uscito negli Stati Uniti il 28 novembre 1936. Il film presenta numerose caricature di star di Hollywood disegnate da T. Hee. Fu seguito l'anno successivo da Questo pazzo, pazzo bosco in cui riappare il personaggio di Ben Birdie (parodia di Ben Bernie).

## Trama
Al Coo-Coonut Grove (una parodia del nightclub Cocoanut Grove dell'Hotel Ambassador) sono presenti caricature di varie stelle di Hollywood, alcune in forma umana e altre in forma animale. Il maestro di cerimonie Ben Birdie nota in particolare Hugh Herbert, W. C. Fields che parla con Katharine Hepburn e Ned Sparks; in cima a una palma ci sono Lupe Vélez e il marito Johnny Weissmuller (rimasto nel personaggio di Tarzan). Birdie vede arrivare anche il "profilo dei profili" John Barrymore, mentre una donna col volto nascosto fugge da Harpo Marx. I membri del club iniziano a ballare (tra loro George Arliss e Mae West), mentre Stanlio e Ollio osservano.
Il primo numero dello spettacolo vede Edna May Oliver ballare "The Lady in Red", osservata da Clark Gable. Nel frattempo tre scimmie commentano Gary Cooper (un riferimento alle tre vecchie donne in È arrivata la felicità). Nel numero successivo, le cinque gemelle Dionne cantano "Our Old Man" venendo applaudite da Vélez e Weissmuller, che sviene dopo essere stato spaventato da un topo; Vélez urla come Tarzan e, afferrata una liana, si lancia tra le cime degli alberi con Weissmuller sotto al braccio. La donna inseguita da Harpo viene catturata ma si rivela essere Groucho Marx, e Harpo fugge via. Nell'ultimo numero, Helen Morgan canta "The Little Things You Used to Do" piangendo, seduta su un pianoforte. La canzone è talmente triste da far piangere varie star come Wallace Beery, Harpo e persino Edward G. Robinson e George Raft. Il locale finisce quindi per essere inondato di lacrime, tanto che tutti i tavoli e il pianoforte galleggiano via mentre Ben Birdie dà la buonanotte.

## Distribuzione

### Edizione italiana
Il corto arrivò in Italia direttamente in televisione negli anni 2000. Il doppiaggio fu eseguito dalla Time Out Cin.ca e diretto da Massimo Giuliani su dialoghi di Raffaella Pepitoni. Non essendo stata registrata una colonna internazionale, fu sostituita la musica presente durante i dialoghi.

### Edizioni home video

#### VHS
America del Nord
- The Golden Age of Looney Tunes Volume 9: Hooray for Hollywood (1992)

#### Laserdisc
- The Golden Age of Looney Tunes (11 dicembre 1991)

#### DVD e Blu-ray Disc
Il corto fu distribuito in DVD-Video, in inglese sottotitolato, come extra nella prima edizione de La foresta pietrificata, uscita il 25 gennaio 2005 in America del Nord e il 16 marzo in Italia. Fu poi inserito nel secondo disco della raccolta Looney Tunes Golden Collection: Volume 3 (intitolato Hollywood Caricatures and Parodies) distribuita in America del Nord il 15 ottobre 2005, dove è visibile anche con un commento audio di Michael Barrier. In Italia fu invece inserito nel DVD All Stars: Volume 4 della collana Looney Tunes Collection, uscito il 18 maggio 2006. Fu infine inserito come extra, in SD, nell'edizione Blu-ray Disc de La foresta pietrificata, uscita in America del Nord il 21 maggio 2013.